# Veritas Meteor
Veritas Meteor – samochód wyścigowy projektu Ernsta Loofa, skonstruowany przez Veritas. Uczestniczył w wyścigach Formuły 1 i Formuły 2 na przełomie lat 40. i 50.

## Historia

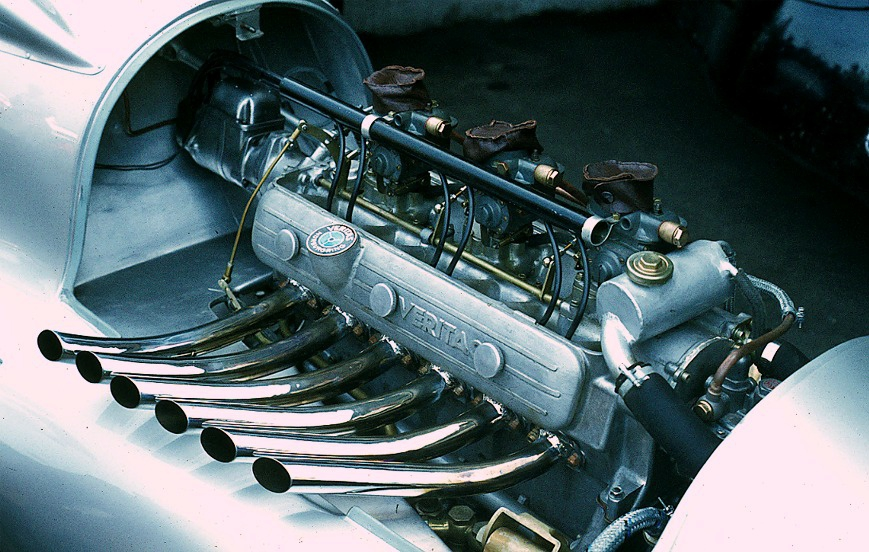
Silnik Veritas Meteor

Firma Veritas została założona po zakończeniu II wojny światowej przez Ernsta Loofa i szybko zyskała w Niemczech reputację dzięki udanemu modelowi wyścigowemu RS. Loof postanowił zatem stworzyć samochód Formuły 2. Budowa tego pojazdu opóźniała się ze względu na niemożność znalezienia odpowiedniego silnika, dlatego też ostatecznie zastosowano silnik własnego projektu pod nazwą Meteor, którego produkcji podjął się Heinkel.
Samochód o takim samym oznaczeniu został ukończony w 1948 roku. Jego nadwozie opierało się na kratownicy przestrzennej BMW, które wygrało Grand Prix Brescii 1940. Meteor był ponadto po części inspirowany Veritasem RS i zawierał duży, charakterystyczny grill. Nadwozie było stosunkowo szerokie. Zawieszenie znajdowało się wewnątrz nadwozia. Tuż za kierowcą znajdował się zbiornik paliwa.
Model zadebiutował w Kolonii w 1949 roku, a prowadził go Karl Kling. Kling walczył przez pewien czas o prowadzenie w wyścigu, ale ostatecznie został zdyskwalifikowany. Po zniesieniu w 1950 roku zakazu uczestnictwa przez Niemców w zagranicznych wyścigach, Veritas zaczął otrzymywać zlecenia na model Meteor, między innymi od Petera Hirta; mimo to wielu kierowców używało modeli RS. W Grand Prix Niemiec wystawiono sześć Meteorów, ale żaden z nich nie dojechał do mety. Wysoka awaryjność Veritasów, wynikająca z koncentracji na produkcji Dyny-Veritas, doprowadziła do zmniejszenia liczby zamówień i bankructwa Veritasa w listopadzie 1950 roku.

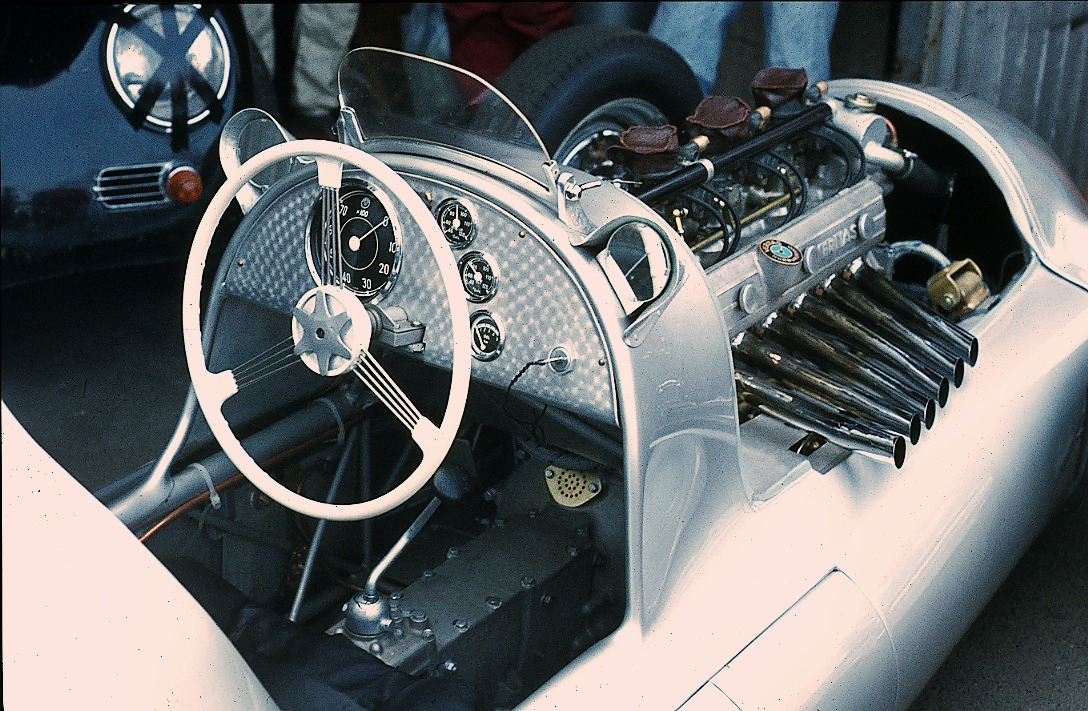
Kokpit Veritasa Meteor

Mimo to za sprawą Hirta Veritas Meteor zadebiutował w Mistrzostwach Świata Formuły 1, co miało miejsce w Grand Prix Szwajcarii 1951. Szwajcarski kierowca nie przejechał jednak ani jednego okrążenia wskutek awarii układu paliwowego. Model bez sukcesów był wystawiany do 1953 roku. W 1953 roku wyprodukowano dwa nowe modele Meteor.
Na Veritasie Meteor opierał się Klenk Meteor, którym Theo Helfrich ścigał się w Grand Prix Niemiec 1954.

## Wyniki w Formule 1
| Legenda oznaczeń w tabelach wyników Wyświetl szablon na nowej stronie | Legenda oznaczeń w tabelach wyników Wyświetl szablon na nowej stronie                                                                     |
| Oznaczenie                                                            | Wyjaśnienie |
| --------------------------------------------------------------------- | --- |
| Złoty                                                                 | Zwycięzca lub mistrzostwo |
| Srebrny                                                               | 2. miejsce lub wicemistrzostwo |
| Brązowy                                                               | 3. miejsce lub II wicemistrzostwo |
| Zielony                                                               | Ukończył, punktował (w klasyfikacji generalnej, gdy zdobył co najmniej jeden punkt na przestrzeni sezonu, poza trzema powyższymi opcjami) |
| Niebieski                                                             | Ukończył, nie punktował (w klasyfikacji generalnej, gdy nie zdobył co najmniej jednego punktu na przestrzeni sezonu)                      |
| Czerwony                                                              | Nie zakwalifikował się (NZ) |
| Czerwony                                                              | Nie prekwalifikował się (NPK) |
| Różowy                                                                | Nie ukończył (NU) |
| Różowy                                                                | Niesklasyfikowany (NS) (w klasyfikacji generalnej, gdy nie został sklasyfikowany w żadnym wyścigu sezonu)                                 |
| Czarny                                                                | Zdyskwalifikowany (DK) |
| Czarny                                                                | Wykluczony (WYK/EX) |
| Biały                                                                 | Nie wystartował (NW) |
| Biały                                                                 | Kontuzjowany (K/INJ) |
| Biały                                                                 | Wyścig odwołany (OD/C) |
| Bez koloru                                                            | Został wycofany (WYC/WD) |
| Bez koloru                                                            | Nie przybył (NP/DNA) |
| Bez koloru                                                            | Nie brał udziału w treningach (NT/DNP) |
| Bez koloru                                                            | Nie został zgłoszony (–) |
| Pogrubienie                                                           | Start z pole position |
| Kursywa                                                               | Najszybsze okrążenie wyścigu |
| †                                                                     | Nie ukończył, ale jego rezultat został zaliczony ze względu na przejechanie więcej niż 90% dystansu wyścigu.                              |
| *                                                                     | Sezon w trakcie |
| 1/2/3                                                                 | Punktowana pozycja w sprincie kwalifikacyjnym                                                                                             |
| Lista systemów punktacji Formuły 1                                    | |

| Sezon | Zespół              | Silnik  | Kierowcy        | Wyniki w poszczególnych eliminacjach | Wyniki w poszczególnych eliminacjach | Wyniki w poszczególnych eliminacjach | Wyniki w poszczególnych eliminacjach | Wyniki w poszczególnych eliminacjach | Wyniki w poszczególnych eliminacjach | Wyniki w poszczególnych eliminacjach | Wyniki w poszczególnych eliminacjach | Wyniki w poszczególnych eliminacjach | Wyniki kierowców | Wyniki kierowców | Wyniki konstruktora | Wyniki konstruktora |
| 1951  |                     |         |                 | Szwajcaria                           | Stany Zjednoczone                    | Belgia                               | Francja                              | Wielka Brytania                      | Niemcy                               | Włochy                               |                                      |                                      | Pkt.             | Msc.             | Pkt.                | Msc.                |
| ----- | ------------------- | ------- | --------------- | ------------------------------------ | ------------------------------------ | ------------------------------------ | ------------------------------------ | ------------------------------------ | ------------------------------------ | ------------------------------------ | ------------------------------------ | ------------------------------------ | ---------------- | ---------------- | ------------------- | ------------------- |
| 1951  | Peter Hirt          | Veritas | Peter Hirt      | NU                                   | -                                    | -                                    | -                                    | -                                    | -                                    | -                                    | -                                    |                                      | 0                | NS               | –                   | –                   |
| 1952  |                     |         |                 | Szwajcaria                           | Stany Zjednoczone                    | Belgia                               | Francja                              | Wielka Brytania                      | Niemcy                               | Holandia                             | Włochy                               |                                      | Pkt.             | Msc.             | Pkt.                | Msc.                |
| 1952  | Toni Ulmen          | Veritas | Toni Ulmen      | NU                                   | -                                    | -                                    | -                                    | -                                    | -                                    | -                                    | -                                    |                                      | 0                | 38               | –                   | –                   |
| 1952  | Arthur Legat        | Veritas | Arthur Legat    | -                                    | -                                    | 13                                   | -                                    | -                                    | -                                    | -                                    | -                                    |                                      | 0                | NS               | –                   | –                   |
| 1952  | Motor Presse Verlag | Veritas | Paul Pietsch    | -                                    | -                                    | -                                    | -                                    | -                                    | NU                                   | -                                    | -                                    |                                      | 0                | NS               | –                   | –                   |
| 1952  | Hans Klenk          | Veritas | Hans Klenk      | -                                    | -                                    | -                                    | -                                    | -                                    | 11                                   | -                                    | -                                    |                                      | 0                | 51               | –                   | –                   |
| 1953  |                     |         |                 | Argentyna                            | Stany Zjednoczone                    | Holandia                             | Belgia                               | Francja                              | Wielka Brytania                      | Niemcy                               | Szwajcaria                           | Włochy                               | Pkt.             | Msc.             | Pkt.                | Msc.                |
| 1953  | Arthur Legat        | Veritas | Arthur Legat    | -                                    | -                                    | -                                    | NU                                   | -                                    | -                                    | -                                    | -                                    | -                                    | 0                | NS               | –                   | –                   |
| 1953  | Wolfgang Seidel     | Veritas | Wolfgang Seidel | -                                    | -                                    | -                                    | -                                    | -                                    | -                                    | 16                                   | -                                    | -                                    | 0                | 61               | –                   | –                   |
| 1953  | Willi Heeks         | Veritas | Willi Heeks     | -                                    | -                                    | -                                    | -                                    | -                                    | -                                    | NU                                   | -                                    | -                                    | 0                | NS               | –                   | –                   |
| 1953  | Ernst Loof          | Veritas | Ernst Loof      | -                                    | -                                    | -                                    | -                                    | -                                    | -                                    | NU                                   | -                                    | -                                    | 0                | NS               | –                   | –                   |
| 1953  | Hans Herrmann       | Veritas | Hans Herrmann   | -                                    | -                                    | -                                    | -                                    | -                                    | -                                    | 9                                    | -                                    | -                                    | 0                | 41               | –                   | –                   |
| 1953  | Erwin Bauer         | Veritas | Erwin Bauer     | -                                    | -                                    | -                                    | -                                    | -                                    | -                                    | NU                                   | -                                    | -                                    | 0                | NS               | –                   | –                   |